# Chołm (Nowosielskoje)
Chołm (ros. Холм) – dawna wieś (ros. деревня, trb. dieriewnia) w zachodniej Rosji, w osiedlu wiejskim Nowosielskoje rejonu smoleńskiego w obwodzie smoleńskim. W 2012 roku, na mocy postanowienia władz obwodu smoleńskiego miejscowość przestała istnieć.

## Geografia
Miejscowość położona była nad rzeką Łuszczenka, 8 km od drogi regionalnej 66K-11 (Niżniaja Dubrowka – Michajlenki), 15,5 km od drogi magistralnej M1 «Białoruś», 26 km od drogi federalnej R120 (Orzeł – Briańsk – Smoleńsk – Witebsk), 11 km od centrum administracyjnego osiedla wiejskiego (Nowosielskij), 28 km od Smoleńska, 21 km od najbliższego przystanku kolejowego (416 km).
W granicach miejscowości znajdowała się ulica Centralnaja (16 posesji).

## Demografia
W 2010 r. miejscowości nikt nie zamieszkiwał.

## Historia
W czasie II wojny światowej od lipca 1941 roku miejscowość była okupowana przez hitlerowców. Wyzwolenie nastąpiło we wrześniu 1943 roku.
Wieś-uroczysko została zlikwidowana decyzją Dumy obwodu smoleńskiego z dnia 27 września 2012 roku.